# تعمیدگاه پیزا
تعمیدگاه سنت جان پیزا (ایتالیایی: Battistero di San Giovanni) یک ساختمان کلیسایی کاتولیک رومی در پیزا، ایتالیا است. ساخت و ساز این تعمیدگاه در ۱۱۵۲ آغاز شد و یک تعمیدگاه کهن‌تر را جایگزین کرد و هنگامی که آن را در ۱۳۶۳ به پایان رسید، آن را به ترتیب زمانی تبدیل به دومین ساختمان در پیاتزا دی میریاکولی کرد. این تعمیدگاه توسط دیوتیسالوی طراحی شده است و امضای او بر روی دو ستون داخل ساختمان با تاریخ ۱۱۵۳ قابل خواندن است.

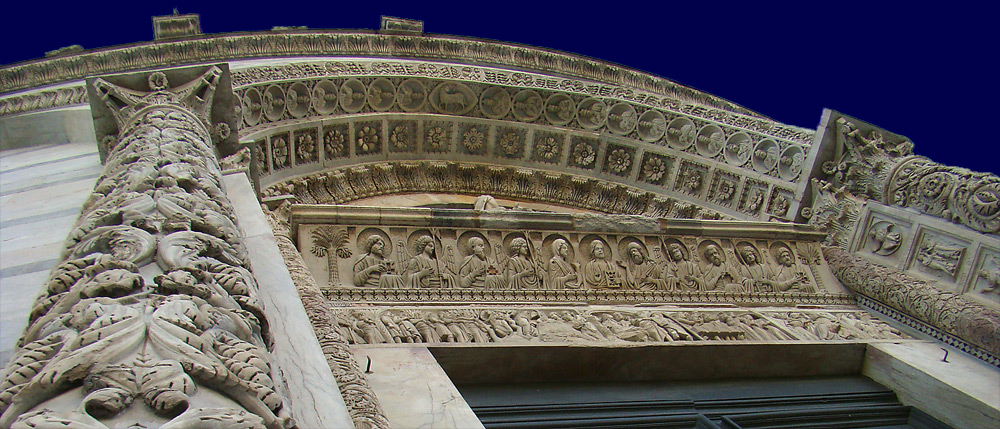
سردر تعمیدگاه